# 大普里瓦洛夫卡农村居民点
大普里瓦洛夫卡农村居民点（俄语：Большеприваловское сельское поселение）是俄罗斯联邦沃罗涅日州上哈瓦区所属的一个农村居民点。其下辖有2个居民点，行政中心为大普里瓦洛夫卡。据2016年统计，该农村居民点的人口为684人。